# Ioánna Gaïtáni
Ioánna Gaïtáni (en grec Ιωάννα Γαϊτάνη), née en 1959 à Véria en Grèce, est une femme politique grecque.

## Biographie
Aux élections législatives grecques de janvier 2015, elle est élue députée au Parlement hellénique sur la liste de la SYRIZA dans la première circonscription de Thessalonique.
Le 21 août 2015, elle quitte la SYRIZA avec vingt-quatre autres députés dissidents pour créer Unité populaire.